# Jakabfi Imre
Jakabfi Imre (Dés, 1907. október 21. – Debrecen, 1998. december 20.) orvos, fül-orr-gégész, az orvostudományok kandidátusa (1954).

## Életpályája
Jakabfi Lajos (1883–1935) államvasúti főmérnök és Lőwy Szeréna fiaként született zsidó polgári családban. Testvére Jakabfi Magdolna (1911–1944) okleveles zongoratanárnő. Elemi iskoláit és a középiskola négy alsó osztályát Nyíregyházán végezte, majd a Debreceni Református Gimnáziumban érettségizett (1925). 1931-ben a debreceni Tisza István Tudományegyetemen summa cum laude minősítéssel általános orvosi oklevelet szerzett. 1931–1936 között a debreceni Tisza István Tudományegyetem Orvosi Kar Fül-orr-gégegyógyászati Klinika gyakornoka, 1936–1939 között egyetemi tanársegédje volt. Időközben (1933) fül-orr-gégész szakorvosi vizsgát tett. A zsidótörvények következtében az egyetem vezetősége eltávolította állásából. 1939 és 1945 között magángyakorlatot folytatott. 1942 októberében behívták munkaszolgálatra, s Várpalota mellett alkalmazták orvosként. 1944 nyarán beszökött a debreceni gettóba, ahol utoljára láthatta édesanyját, feleségét, húgát, valamint apósát és anyósát, akiket Auschwitzban gyilkoltak meg. 1944 decemberében megszökött a munkaszolgálatból, s az ország felszabadulásáig bujkált.
A háborút követően visszatért az egyetemi klinikára, ahol 1945–1946-ban tanársegéd, 1946 és 1949 között egyetemi adjunktus volt. 1947-ben a Debreceni Tudományegyetemen A fül-, orr-, gégebetegségek kórtana című tárgykörből magántanárrá habilitálták. 1949-ben főorvosi, 1952-ben docensi kinevezést kapott. 1961 júniusától 1978 júniusáig egyetemi tanár, majd nyugalomba vonulását követően haláláig a klinika szaktanácsadója volt.
Kiterjedt közéleti és társadalmi tevékenységet is folytatott. Évekig elnöke volt a DEAC-nak, az egyetemi atlétikai klubnak. 1961 és 1964 között a Magyar Fül-orr-gégeorvosok Egyesülete Tiszántúli Tagozatának elnöke, majd 1964 és 1971 között az Egyesület elnöke volt. 1964-ben megrendezte a Tiszántúli Fül-orr-gégész Társaság kongresszusát, majd 1971-ben Debrecenben az Egyesület Kongresszusát élénk nemzetközi részvétellel. 1974-ben beválasztották az Osztrák Fül-orr-gégeorvosok Társaságának dísztagjai közé. 1975-től 1995-ig a Fül-orr-gégegyógyászat című folyóirat szerkesztőbizottságának elnöke volt.
A Debreceni köztemetőben nyugszik.

## Családja
Első felesége Abonyi Etel (1921–1944) volt, akivel 1940. november 20-án Debrecenben kötött házasságot. Felesége a deportálások idején, 1944-ben eltűnt. Második házastársa Lobstein Eszter Vera (1925–2011) volt, a Debreceni Orvostudományi Egyetem Gyógyszertani Intézetének előadója. Fia: Jakabfi Péter (1952. július 23.) gyermekszakorvos, habilitált egyetemi docens.

## Művei
- Ambesid a fül-orr-gégebetegségekben. (Orvosi Hetilap, 1938. 2.)
- A garatfali aneurysmákról. (Budapesti Orvosi Újság, 1938. 34–35.)
- A bulbus venae jugularis thrombophlebitiséről 17 év klinikai tapasztalatai alapján. (Orvosok Lapja, 1946)
- Attempted Suicide with Gun-Shot-Through the Mouth. (American Journal of Orthodontics and Oral Surgery, 1946)
- Ueber die Speichelsteine. (Monatsschrift für Ohrenheilkunde und Laryngo-Rhinologie, 1946)
- Adatok a penicillin szerepéhez az agytályog therápiájában. Király Kálmánnal. (A Debreceni Bőrklinika Évkönyve, 1946)
- The Distribution of Liquids in the Oral Cavity with Special Reference to Intoxication with Drunken Caustics. Adler Péterrel. (Dental Items of Interest, 1947)
- Lúgmérgezések késői következményei a szájüregben. Adler Péterrel. (Gyakorlati eredmények a stomatológiában. Budapest, 1947)
- Erfahrungen mit Penicillin in der Behandlung der akuten Kieferhöhlenentzündungen. (Monatsschrift für Ohrenheilkunde und Laryngo-Rhinologie, 1948)
- Penicillin a chronikus otitisek és radicalis üregek gyógykezelésében. Kocsár Lászlóval. (Oto-Rhino-Laryngologica Danubiana, 1949)
- Sürgős műtéti beavatkozások. (Debrecen, 1949)
- A csecsemőkori latens fülfolyamatokról az 1948–1949. évek tapasztalatai alapján. Kövér Bélával. (Gyermekgyógyászat, 1950)
- Új ozaena therápia. Kocsár Lászlóval. (Orvosi Hetilap, 1951. 42.)
- Kísérletes adatok az ozaena pathogenesiséhez. Gál Imrével, Végh Lajossal. – Virulentia vizsgálatok a szájüreg baktériumflórájánál. Jurcsák Lászlóval. (Magyar Sebészet, 1952)
- Csecsemőkori középfülgyulladás. Kandidátusi értekezés. (Debrecen, 1954)[5]
- Otitis és atrophia. (Gyermekgyógyászat, 1955)
- Lokális streptomycin-novocain therápia ozaenánál. (Fül-orr-gégegyógyászat, 1957)
- A tonsilla-kérdés. (Fül-orr-gégegyógyászat, 1959)
- Adatok a scleroma pathológiájához és klinikumához. (Fül-orr-gégegyógyászat, 1960)
- Orr-fül-gége. (A munkaköri alkalmasság orvosi elbírálásának irányelvei. III. kötet. Szerk. Rózsahegyi István. Budapest, 1961)
- Az otogén agytályog korszerű gyógykezelése. (Fül-orr-gégegyógyászat, 1962)
- Beszámoló a párizsi Fül-orr-gége Világkongresszusról. (Orvosi Hetilap, 1962. 8.)
- Lövedék az iköbölben. Kósa Dezsővel. – Csecsemőkorban végzett antrotomiák hatása a pneumatisatióra. Többekkel. (Fül-orr-gégegyógyászat, 1963)
- Fül-, orr-, gégegyógyászat. Révész Györggyel. Egyetemi tankönyv. (Budapest, 1973)

## Díjai, elismerései
- Kiváló Orvos (1966)[6]
- Munka Érdemrend arany fokozata (1978)
- Pro Universitate Díj (1967)
- Cseresznyés-emlékérem (1987)